# Fang Huiyan
Fang Huiyan is een voormalig Chinees langebaanschaatsster en skeeleraar.
In 2019 startte zij op de WK afstanden op het onderdeel massastart.

## Records

### Persoonlijke records[3]
| Afstand    | Tijd    | Datum            | Baan      |
| ---------- | ------- | ---------------- | --------- |
| 500 meter  | 41,18   | 15 februari 2019 | Urumqi    |
| 1000 meter | 1.22,11 | 26 oktober 2019  | Hailar    |
| 1500 meter | 2.05,78 | 16 februari 2019 | Urumqi    |
| 3000 meter | 4.23,54 | 21 maart 2019    | Changchun |
| 5000 meter | 7.21,94 | 15 februari 2019 | Urumqi    |

## Resultaten
| Jaar | WK Afstanden   |
| ---- | -------------- |
| 2019 | 14e massastart |